# Lex Hadriana
La lex Hadriana de agris rudibus et iis qui ante decem annos omissi sunt excolendis, reglament d'Hadrià per conrear les terres incultes o abandonades durant deu anys, és un marc normatiu que reglamentava l'explotació de terres imperials del nord d'Àfrica. Es va crear durant el regnat de l'emperador Hadrià i és similar a la lex Manciana pel fet que l'explotació de les terres es duu a terme per part de colons parcers, mitjançant intermediaris entre aquests i el fisc imperial. De la lex Hadriana derivaven reglaments d'ambit geogràfic concret com ara el sermo procuratorum o les litterae procuratorum.
Tot i que aquest reglament ja era conegut des del s. XIX gràcies als referiments fets a d'altres textos, la primera còpia no es va trobar fins al 2013 al jaciment d'Henchir Hnich (El Krib, Tunísia).